# Norbert Roëttiers
Pour les articles homonymes, voir Roëttiers.
Norbert Roëttiers, né à Anvers vers 1666 et mort le 18 mai 1727 à Choisy-le-Roi, est un médailleur français d'origine flamande.

## Biographie
Originaire d'Anvers, Norbert Roëttiers est le fils cadet de Jean Roettiers (1631-1703), orfèvre et médailliste du roi Charles II d'Angleterre. 
Il est le père de Jacques Roëttiers de la Tour (1707-1784), médailleur et orfèvre français.
Le 12 janvier 1705 à Saint-Germain-en-Laye, il épouse Winifrida Clark, fille de Francis Robert Clarke, gentilhomme anglais demeurant à Saint-Germain-en-Laye, et d'Elizabeth Bess (vers 1656-10 septembre 1723), petite-nièce du duc de Marlborough.
Sous la direction de son oncle Joseph Roëttiers (1635-1703), Norbert Roëttiers travaille à la Monnaie de Londres de 1684 à 1695. À la suite d'une mauvaise plaisanterie — Norbert Roëttiers avait imaginé et exécuté une protestation originale qui l'avait fait casser aux gages. Chargé de graver les poinçons de la monnaie de billon de l'usurpateur hollandais, Guillaume d'Orange, l'artiste jacobite grava pour la pièce d'un demi-penny une effigie ou le derrière de la tête figurait le profil d'un satyre cornu —, tous les Roëttiers repassèrent la Manche.
À la mort de Joseph Roëttiers, il lui succède le 17 janvier 1704 à la place de Graveur général des monnaies de France, charge qu'il exerce jusqu'à sa mort en 1727.
Il meurt dans sa maison de campagne de Choisy-le-Roi le 18 mai 1727.